# Maria Carolina Wolf
Pour les articles homonymes, voir Wolf.
Maria Carolina Wolf, née Benda en 1742 à Potsdam et morte le 2 août 1820 à Weimar, est une pianiste, chanteuse et compositrice prussienne.
Le père de Maria Carolina Wolf était Franz Benda, premier violoniste et compositeur à la cour de Frédéric II, sa tante Anna Franziska Hattasch (de) était chanteuse de chambre et son oncle Georg Benda était chef d'orchestre, tous deux nommés à la cour du duc de Gotha. Wolf a reçu des leçons de piano et de chant de son père. 

## Vie adulte
Avant sa nomination à la cour, Benda prenait soin de la maison de son père à la suite du décès de sa mère en 1758. Cependant, en 1761, elle fait une tournée de concerts avec son père à Gotha, Weimar et Rudolstadt, année au cours de laquelle son père s'est remarié. À la cour de Weimar, Maria Benda rencontre le Hofkonzertmeister Ernst Wilhelm Wolf, qui a été nommé à la cour de la duchesse en 1768. Deux ans plus tard, le couple était marié. 
En 1775, Anna Amalia remet les affaires du gouvernement à son fils Carl August. Ernst Wilhelm Wolf reste chef d'orchestre sous son règne et Maria continue à travailler comme chanteuse. La duchesse développe un intérêt pour le théâtre, introduit en 1776 par Johann Wolfgang von Goethe. Maria Wolf travaille dans les pièces en tant qu'actrice et chanteuse et avec son mari a composé des chansons avec accompagnement au piano. Celles-ci ont été publiées dans le journal Der Teutsche Merkur sous les titres 51 Lieder der besten deutschen Dichter mit Melodien et Mildheimischen Liederbuch. 
Le mari de Maria Wolf meurt en 1792 ; elle reste à Weimar jusqu'à sa mort le 2 août 1820.